# Cerodontha gracitis
Cerodontha gracitis este o specie de muște din genul Cerodontha, familia Agromyzidae, descrisă de Spencer în anul 1969.
Este endemică în Yukon. Conform Catalogue of Life specia Cerodontha gracitis nu are subspecii cunoscute.